# Varre-Sai
Varre-Sai este un oraș și o municipalitate din statul Rio de Janeiro (RJ), Brazilia.